# مسجد الفاتح في تيريلي
مسجد الفاتح في تيريلي هو مسجد يقع في تيريلي، بمحافظة بورصة في تركيا، تم تشييد المبنى في الأصل في القرن الثامن أو التاسع ككنيسة بيزنطية، وتحول بعد ذلك إلى مكان للعبادة الإسلامية، خلال القرن السادس عشر، استعمل ككنيسة أرثوذكسية يونانية بين عامي 1920 و 1922، حول إلى مسجد مره أخرى في عام 1923.

## التاريخ
تم تشييد المبنى الأصلي بين عامي 720 و 730، في أوائل القرن التاسع، وكان يُعرف على الأرجح بإسم كنيسة المسيح والقديس استفانوس.
بعد الفتح العثماني للأناضول، تم تحويل الكنيسة البيزنطية إلى مسجد محمد الفاتح.
عندما احتلت القوات اليونانية منطقة بورصة لفترة وجيزة اعيد تخصيص المسجد ككنيسة أرثوذكسية، وفي عام 1923، تم تحويل الموقع مرة أخرى إلى مسجد للصلاة.

## البنيان
يُعتقد أن المبنى هو أقدم مبنى بيزنطي باقٍ في المنطقة، ويتمتع بوضع متماسك، في السنوات الأولى كان المبنى يضم كنيسة صغيرة جنوبية تم تدميرها لاحقًا، المدخل الرئيسي للمسجد يتم من خلال رواق مغطى بسقف خشبي يقوم على أربعة أعمدة ذات رؤوس معدنية مزخرفة.
القبة المركزية للمسجد، تقع على ثلوبات أسطوانية مثقوبة بثمانية نوافذ، يبلغ ارتفاعها 19 مترًا، ويبلغ عرضها حوالي 4.5 مترًا.
بعد تحويل الموقع إلى مسجد، تم وضع محراب طويل مغطى بالبلاط مغطى بنصف قبة في الجهه المركزية للمبنى.

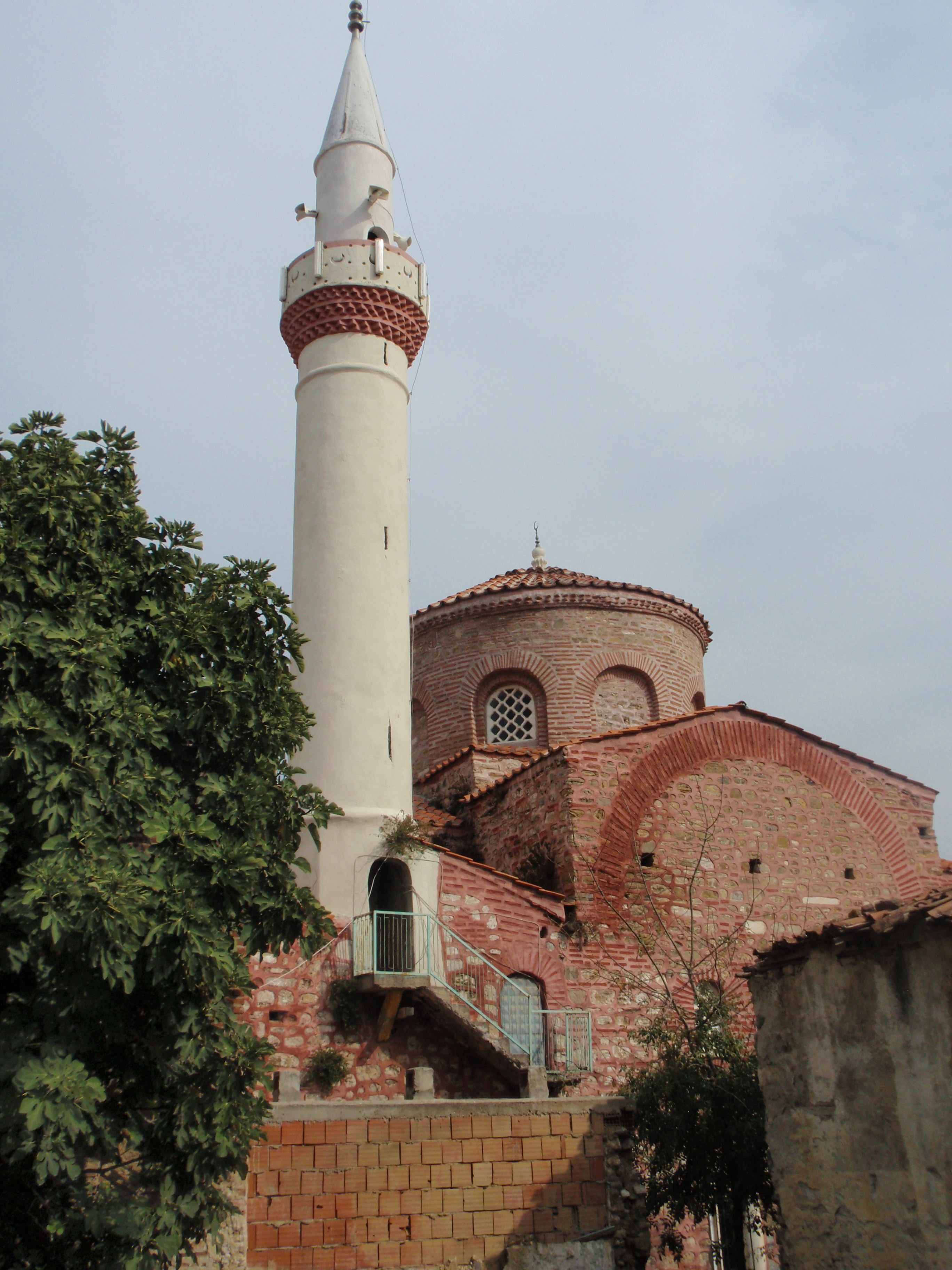
مسجد الفاتح في تيريلي

تمت إضافة مئذنة أيضًا إلى المبنى، على الرغم من تعرضها لأضرار بالغة في زلزال عام 1855 وتم إعادة بنائها لاحقًا.